# 4 تومورو
4 تومورو هي فرقة فتيات من كوريا جنوبية، تأسست من قبل شركة سامسونج لأجل مشروع مخيم سامسونج وتتضمن 4 فتيات من فرق مختلفة وهم فرقة براون آيد غيرلز و آفتر سكول و كارا (فرقة غنائية) وفور مينيت .

## الأعضاء

### غان إن
- عضوة فرقة براون آيد غيرلز
- الاسم الحقيقي: سون غا إن
- تاريخ الميلاد: 20 سبتمبر 1987
- الموقع في الفرقة: مغنية رئيسية

### يوي
- عضوة فرثقة آفتر سكول
- الاسم الحقيقي: كيم يو جين
- تاريخ الميلاد: 9 أبريل 1988
- الموقع في الفرقة: مغنية

### سيونغيون
- عضوة فرقة كارا (فرقة غنائية)
- تاريخ الميلاد: 24 يوليو 1988
- الموقع في الفرقة: مغنية

### هيونا
- عضوة فرقة فور مينيت
- تاريخ الميلاد: 6 يونيو 1992
- الموقع في الفرقة: مغنية راب ومغنية وراقصة

## الألبومات
| التاريخ | الألبوم                  | الأغاني              |
| ------- | ------------------------ | -------------------- |
| 2009    | 두근두근 Tomorrow (싱글) | 1. 두근두근 Tomorrow |